# 默尼耶角

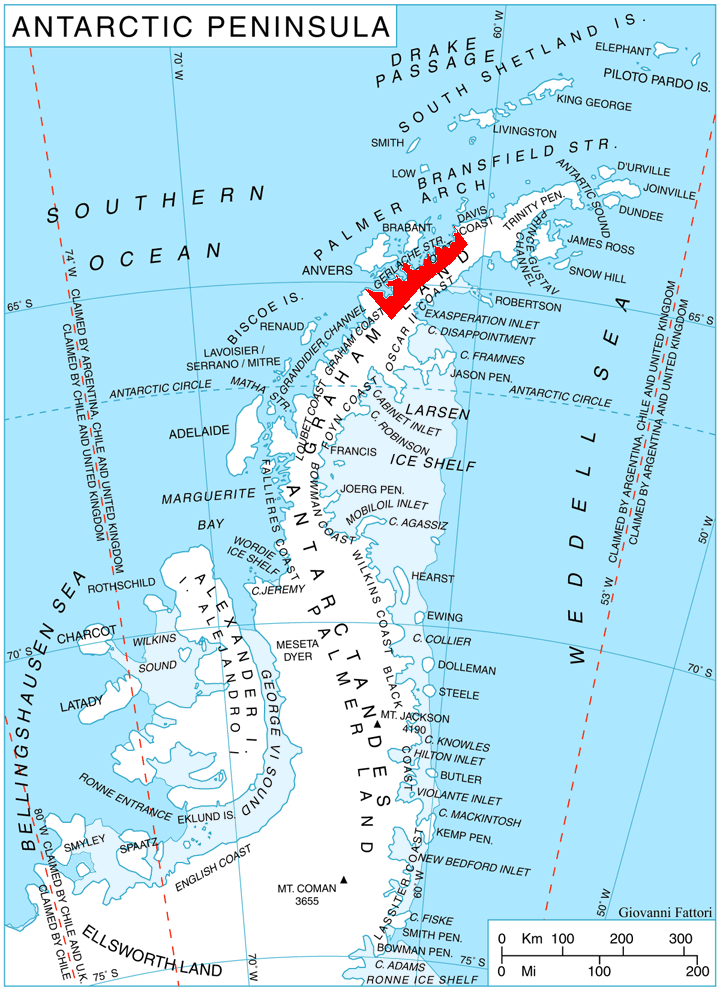

64°33′S 61°38′W / 64.550°S 61.633°W
默尼耶角（英語：Meusnier Point），是南極洲的海岬，位於葛拉漢地西岸的丹科海岸，處於波特爾角東南面7公里的夏洛特灣，由比利時探險隊繪入地圖，現時由南極條約體系管理。